# Нортеле
Нортеле (на шведски: Norrtälje, на шведски се произнася най-близко до Нортелйе, поради наличие на йотация има разлика между произношението и правописа) е град в лен Стокхолм, източната част на централна Швеция. Главен административен център на едноименната община Нортеле. Разположен е в залива Нортелевикен на Балтийско море. Намира се на около 70 km на североизток от централната част на столицата Стокхолм. Първите сведения за града датират от 1219 г. Получава статут на град през 1622 г. от крал Густав II Адолф. Има крайна жп гара, пристанище и летище. Населението на града е 17 275 жители според данни от преброяването през 2010 г.